# Райт, Джереми
Джереми Пол Райт (англ. Jeremy Paul Wright; род. 24 октября 1972, Тонтон, Сомерсет, Англия) — британский юрист и политик, генеральный атторней Англии и Уэльса в первом и втором кабинетах Дэвида Кэмерона (2014—2016), а также в первом и втором кабинетах Терезы Мэй (2016—2018 годы), министр цифровых технологий, культуры, СМИ и спорта (2018—2019).

## Биография
Джереми Райт окончил Городскую школу права Лондонского городского университета.
В 1996 году вступил в один из четырёх лондонских судебных иннов — достопочтенное общество Иннер Темпл и занимался юридической практикой, специализируясь в области уголовного права.
В 2002—2003 годах Джереми Райт возглавлял Консервативную ассоциацию в избирательном округе Уорик и Лимингтон (Warwick and Leamington) в Уорикшире. В 2005 году Консервативная партия выдвинула кандидатуру Джереми Райта для участия в парламентских выборах от избирательного округа Рэгби и Кенилуорт (Rugby and Kenilworth), и он добился успеха (до него этот округ в течение двух сроков удерживал за собой лейборист Энди Кинг). К следующим выборам границы округа были пересмотрены, и 6 мая 2010 года Райт был переизбран в Палату общин от округа Кенилуорт и Саутхэм (Kenilworth and Southam), по-прежнему в Уорикшире. В 2007—2010 годах являлся парламентским организатором оппозиции (Opposition Whip), в 2010—2012 годах — парламентским организатором большинства. В 2012 году стал парламентским помощником министра юстиции в должности младшего министра тюрем и реабилитации.
В 2009 году Райт подал заявку на возмещение своих парламентских расходов в размере 135 604 фунтов стерлингов, что ниже среднего уровня по сравнению с другими членами Палаты общин. Тем не менее, аудитор Палаты потребовал от него вернуть как неоправданно завышенную сумму порядка 3000 фунтов, потраченную на кожаное кресло и стул для второй квартиры, нанятой им после избрания депутатом в 2005 году. Райт опротестовал требование аудитора, заявив, что данная мебель не является эксклюзивной.

### В консервативных правительствах
15 июля 2014 года после ухода в отставку генерального атторнея Англии и Уэльса Доминика Грива неожиданно для политических аналитиков премьер-министр Дэвид Кэмерон назначил его преемником Джереми Райта. В прессе высказывались мнения, что это решение развязало руки Консервативной партии в противостоянии с Европейским судом по правам человека, который добивался от Соединённого Королевства признания верховенства европейских властей по некоторым юридическим проблемам, в частности — по вопросу участия заключённых в выборах.
7 мая 2015 года на очередных парламентских выборах Джереми Райт одержал убедительную победу в своём прежнем округе с результатом 58,4 % голосов избирателей против 15,3 % у сильнейшего из его соперников лейбориста Балли Сингха (Bally Singh).
11 мая 2015 года Дэвид Кэмерон, завершивший формирование нового кабинета по итогам выборов, объявил о сохранении за Райтом его прежней должности.
14 июля 2016 года был сформирован первый кабинет Терезы Мэй, в котором Райт сохранил портфель генерального прокурора, как и во втором правительстве Мэй, созданном в июне 2017 года.
9 июля 2018 года получил в том же кабинете портфель министра цифровых технологий, культуры, СМИ и спорта.

### В оппозиции
8 июля 2024 года после поражения консерваторов на парламентских выборах включён в состав временного теневого правительства Риши Сунака в должности теневого генерального атторнея Англии и Уэльса.